# Hermann Pister

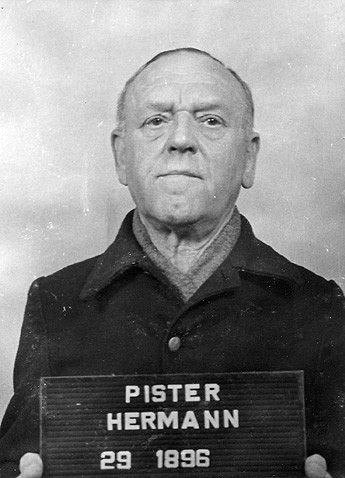
Hermann Pister im April 1947

Hermann Franz Josef Pister (* 21. Februar 1885 in Lübeck; † 28. September 1948 in Landsberg am Lech) war ein deutscher SS-Oberführer, Angehöriger der SS-Totenkopfverbände und Lagerkommandant des SS-Sonderlagers Hinzert sowie des KZ Buchenwald.

## Leben
Hermann Pister, der in der Schweiz aufwuchs, heuerte nach seiner Realschulzeit als Schiffsjunge bei der kaiserlichen Marine an und blieb dort bis 1910. Nach der Beendigung seines Militärdienstes war er zunächst arbeitslos, besuchte dann eine Handelsschule und arbeitete ab 1912 als Schutzmann in Bruchsal. Pister, der als Vizefeldwebel der Marine am Ersten Weltkrieg teilnahm, ließ sich nach Kriegsende im „Automobilhandwerk“ ausbilden. In der Folge wurde er Verkäufer und übernahm schließlich die Geschäftsführung in einem Autosalon. Pister trat zum 1. Februar 1932 der NSDAP bei (Mitgliedsnummer 918.391). Anfang der 1930er-Jahre fungierte er zudem auch als Gauredner. Zudem schloss er sich 1932 der SS an (SS-Nummer 29.892) und zwar der Motorstaffel der 32. SS-Standarte, deren Leitung er bereits 1932 übernahm. In der Folge führte er auch weitere Motorstaffeln. Seine diesbezügliche Karriere setzte sich zügig fort, da er Mitte der 1930er-Jahre zunächst zum „Referenten der Motorstandarten des Oberabschnitts Süd“ und schließlich 1939 zum Hauptabteilungsleiter der „Reichsleitung der motorisierten SS-Einheiten“ in Berlin aufstieg. Pister avancierte in der SS 1945 bis zum SS-Oberführer.

## Organisation Todt
Ab Oktober 1939 fungierte er bei den Sicherungsstäben der Organisation Todt (OT) als „Oberleiter von Erziehungslagern für Westwallarbeiter der Organisation Todt“ und war dort zuständig für die Organisation und Überwachung der „disziplinarischen Behandlung“ von bei der Arbeit am Westwall oder den Reichsautobahnen straffällig gewordenen Zwangsverpflichteten. Nach dem Westfeldzug 1940 blieb nur das von ihm gegründete SS-Sonderlager Hinzert bestehen, das ab Juli 1941 der Inspektion der Konzentrationslager unterstellt und weiterhin von Pister geleitet wurde.

## Kommandant im KZ Buchenwald
Nachdem der Kommandant des KZ Buchenwald Karl Otto Koch aufgrund von Korruptionsvorwürfen und der Beseitigung von Zeugen seiner Straftaten im Spätherbst 1941 erstmals verhaftet worden war, löste Pister im Dezember 1941 Koch auf diesem Posten ab. Koch wurde später durch die investigative Arbeit von SS-Richter Konrad Morgen zum Tode verurteilt. Pister, dessen militärisch anmutendes „Erziehungskonzept“ in Hinzert Himmler überzeugt hatte, schien nach dessen Meinung der geeignete Mann für diese Position zu sein. Pister brachte aus Hinzert seinen Adjutanten Hans-Theodor Schmidt mit; und in der Folge wurde auch ein Großteil des Buchenwalder Führungspersonals, das in die Korruptionsaffäre um Koch verstrickt war, ausgetauscht. Pister galt als autoritär und kontrollierend. Dennoch sollen unter ihm die von Koch praktizierte Brutalität und Willkürlichkeit abgenommen haben. Unter Pister fanden jedoch die ersten pseudomedizinischen Versuche an Häftlingen statt. Mit dem stetigen Anstieg der Häftlingszahlen ab 1942 verschlechterten sich die Versorgungslage und Lebensbedingungen im Lager dramatisch, und die Todeszahlen stiegen bis 1945 erheblich an. Im Zuge des nahenden Kriegsendes ließ Pister im April 1945 das KZ Buchenwald evakuieren und insbesondere jüdische Häftlinge auf Todesmärsche schicken. Ungefähr 38.000 Häftlinge wurden aus dem Stammlager und Buchenwalder Nebenlagern so nach Dachau, Flossenbürg und Theresienstadt geschickt, von denen 12.000 bis 15.000 starben. Der Lagerälteste Hans Eiden konnte Pister mit dem Hinweis auf seine Fürsorgepflicht, insbesondere gegenüber deutschen Häftlingen, Anfang April 1945 erfolgreich davon überzeugen, das Lager den Häftlingen zu übergeben. Am 13. April, zwei Tage nachdem sich Pister mit führendem Lagerpersonal aus Buchenwald absetzte, erreichte schließlich die US-Armee das Stammlager, in dem etwa 21.000 Häftlinge verblieben waren. Am 15. oder 16. April 1945 nahm Pister mit anderen KZ-Kommandanten sowie Rudolf Höß und Richard Glücks an einem letzten Treffen in Oranienburg teil, wo ihm der Befehl Himmlers mitgeteilt wurde, Häftlinge der Konzentrationslager Flossenbürg, Dachau und Mauthausen nach Tirol zu evakuieren. Zumindest in Dachau, wo sich Pister ab 18. April 1945 aufhielt, konnte Pister in Zusammenarbeit mit Eduard Weiter einen Teil dieses „Evakuierungsplans“ umsetzen.

## Nach Kriegsende
Nach Kriegsende wurde Pister von amerikanischen Truppen am 13. Juni 1945 in der Nähe von München verhaftet und im Rahmen der Dachauer Prozesse wegen seiner im KZ Buchenwald begangenen Kriegsverbrechen vor einem amerikanischen Militärtribunal angeklagt. Vom 11. April bis zum 14. August 1947 fand der Buchenwald-Hauptprozess gegen 31 Angehörige des KZ Buchenwald auf dem ehemaligen Gelände des KZ Dachau statt (United States of America v. Josias Prince zu Waldeck et al.). Pister, der über seine Tätigkeit als Kommandant in Buchenwald ausführlich Auskunft gab, versuchte sich im Prozess gegenüber seinem Vorgänger Koch abzugrenzen, indem er angab, für bessere Bedingungen im Lager gesorgt zu haben. Am 14. August 1947 wurde Pister für schuldig befunden und zum Tod durch den Strang verurteilt. Vor der Vollstreckung des Urteils starb Pister am 28. September 1948 an einem Herzinfarkt im Kriegsverbrechergefängnis Landsberg.